# HD 107146
Désignations
HD 107146 est une étoile située à 89,6 années-lumière de la Terre dans la constellation de la Chevelure de Bérénice.
C'est une naine jaune d'une luminosité de 10 % supérieure à celle du Soleil. Une photo prise en 2004 par le télescope spatial Hubble a mis en évidence la présence d'un disque de débris situé à 130 ua de son étoile. De récentes analyses suggèrent la présence d'une planète orbitant dans une distance comprise entre 45 et 75 ua de son étoile.